# 오리진 (영화)
《오리진》(영어: Origin)은 2023년 개봉한 미국의 전기 영화, 드라마 영화이다. 에이바 듀버네이가 감독과 각본을 맡았다. 제80회(2023년) 베네치아 영화제 황금사자상 경쟁후보작이다.

## 줄거리
영화 '오리진'은 작가 이자벨 윌커슨이 자신의 저서 '카스트: 우리 불만의 기원'을 집필하는 과정을 따라가며, 개인적인 비극과 전 세계적인 사회 구조에 대한 탐구를 병행하는 이야기다. 트레이본 마틴 사망 사건 이후, 윌커슨은 인종 외에 다른 차별의 원인에 대해 고민하기 시작한다. 인종이 같은 인도에서도 카스트 제도로 인한 차별이 존재하고, 유럽계 유대인들이 나치 독일에서 열등한 인종으로 분류되어 학살당한 역사를 보며, 그녀는 인종주의가 아닌 '카스트'라는 개념을 통해 사회 불평등을 설명하려 한다.
윌커슨은 독일을 방문하여 나치즘과 노예제도를 비교하고, 백인 친구들과 대화하며 자신의 생각을 다듬어 나간다. 개인적으로는 남편, 어머니, 사촌을 잃는 슬픔을 겪지만, 과거 차별받았던 사람들과의 상상을 통해 고통을 극복하고 연구를 이어간다. 그녀는 독일에서 나치가 미국 인종차별 법을 참고했다는 사실을 발견하고, 나치 독일에서 유대인 여성과 사랑에 빠진 남자의 비극적인 이야기도 보여준다. 또한, 미국 남부에서 인종차별을 조사한 흑인 부부와 백인 부부의 이야기를 통해 차별의 현실을 드러낸다.
윌커슨은 카스트라는 개념이 인종주의보다 차별을 더 잘 설명할 수 있다고 확신하고, 인도의 불가촉천민을 대변했던 암베드카르의 삶을 탐구하기 위해 인도를 방문한다. 결국, 그녀는 자신의 저서 '카스트'를 통해 차별의 복잡성을 설명하고, 이에 맞서 싸워야 함을 역설한다. 영화는 '카스트'가 뉴욕타임스 베스트셀러 1위에 오르고 오랫동안 베스트셀러 목록에 머무르며 큰 반향을 일으켰다는 사실을 보여주며 마무리된다.

## 출연진
- 안저뉴 엘리스 - 이저벨 윌커슨
- 존 번설 - 브렛
- 베라 파미가
- 오드라 맥도널드
- 니시 내시베츠 - 메리언
- 닉 오퍼먼 - 배관공
- 블레어 언더우드 - 이저벨의 편집자
- 이샤 블라커 - 앨리슨 데이비스
- 마일스 프로스트 - 트레이본 마틴
- 재스민 시퍼스 존스 - 엘리자베스 데이비스
- 도나 밀스
- 레오나르도 남
- 코니 닐센
- 빅토리아 페드레티 - 어마 에클러
- 미커 스히무라
- 핀 위트록 - 오거스트 랜드메서
- 에밀리 얀시 - 루비